# Ragglav
Ragglav (Umbilicaria hirsuta) är en lavart som först beskrevs av Sw. ex Westr., och fick sitt nu gällande namn av Franz Georg Hoffmann. Ragglav ingår i släktet Umbilicaria och familjen Umbilicariaceae.  Arten är reproducerande i Sverige. Inga underarter finns listade i Catalogue of Life.

## Bildgalleri

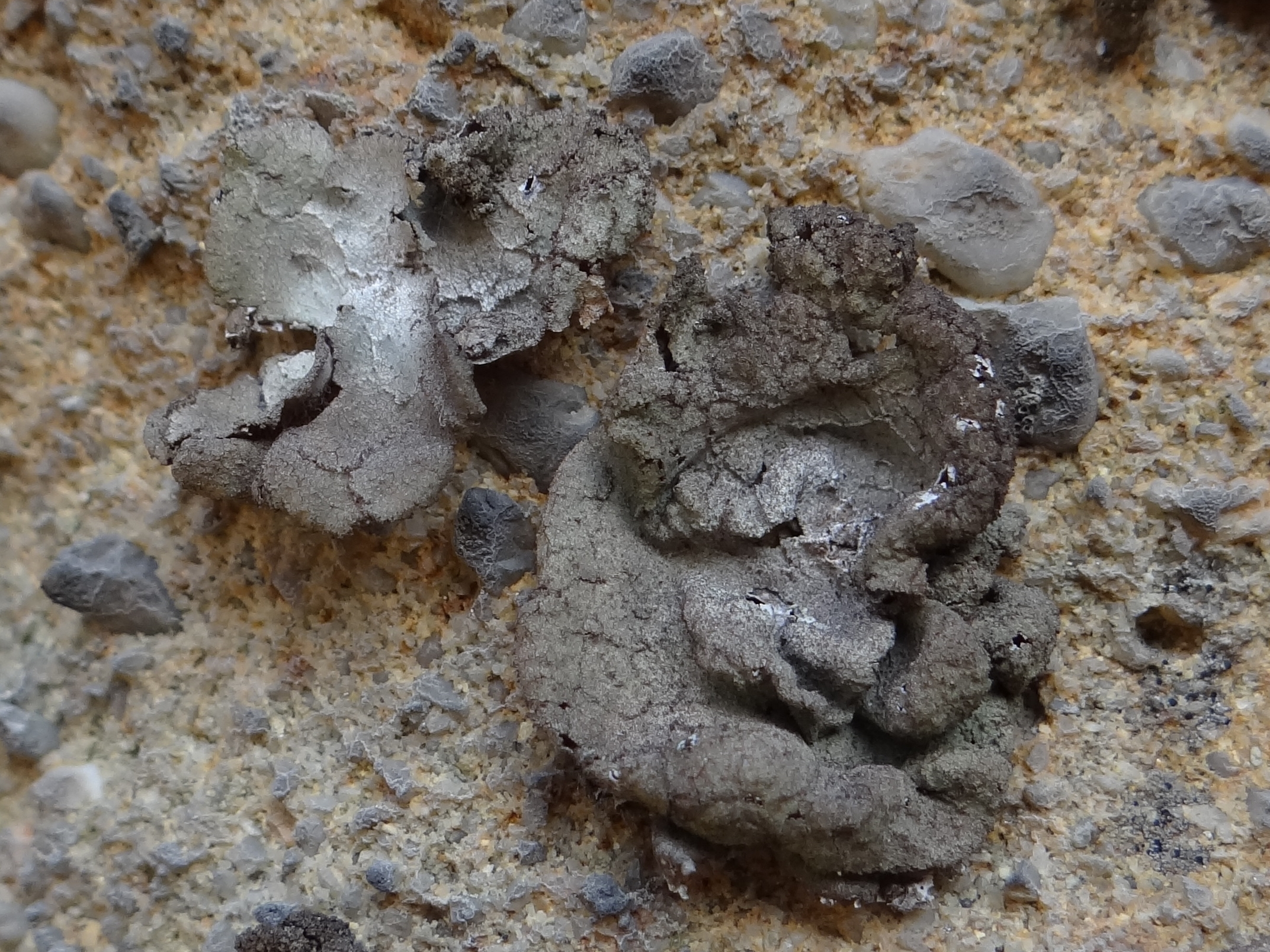